# Cleonice setosa
Cleonice setosa är en tvåvingeart som först beskrevs av Henry J. Reinhard 1937.  Cleonice setosa ingår i släktet Cleonice och familjen parasitflugor.
Artens utbredningsområde är Nebraska. Inga underarter finns listade i Catalogue of Life.